# Potentilla ambigens
Potentilla ambigens är en rosväxtart som beskrevs av Edward Lee Greene. Potentilla ambigens ingår i Fingerörtssläktet som ingår i familjen rosväxter. Inga underarter finns listade i Catalogue of Life.